# Badula reticulata
Badula reticulata är en viveväxtart som beskrevs av A. Dc. Badula reticulata ingår i släktet Badula och familjen viveväxter. Inga underarter finns listade i Catalogue of Life.